# Margaux, a gyilkos otthon
A Margaux, a gyilkos otthon (eredeti cím: Margaux) 2022-ben bemutatott amerikai horror-thriller, amelyet Chris Beyrooty és Nick Waters forgatókönyvéből Steven C. Miller rendezett. A főbb szerepekben Madison Pettis, Vanessa Morgan és Jedidiah Goodacre látható.
Az Amerikai Egyesült Államokban 2022. szeptember 9-én mutatták be a mozikban. Magyarországon 2024. március 31-én mutatta be a Super TV2.

## Cselekmény
Miközben egy csapat végzős diák az utolsó egyetemi napjait ünnepli egy intelligens házban, az épület rendkívül fejlett mesterséges intelligencia rendszere, Margaux halálos fenyegetést kezd mutatni. A gondtalan bulizós hétvége disztópikus rémálommá változik, amikor rájönnek, Margaux tervei szerint így vagy úgy, de ki akarja irtani a lakókat. Az idő kezd kifutni, miközben a csoport kétségbeesetten próbál életben maradni és túljárni az okosotthon eszén.

## Szereplők
| Szerep           | Színész           | Magyar hang       |
| ---------------- | ----------------- | ----------------- |
| Hannah           | Madison Pettis    | Pekár Adrienn     |
| Lexi             | Vanessa Morgan    | Csifó Dorina      |
| Clay             | Richard Harmon    | Karácsonyi Zoltán |
| William          | Lochlyn Munro     |                   |
| Drew             | Jedidiah Goodacre | Baráth István     |
| Kayla            | Phoebe Miu        | Vámos Mónika      |
| Devon            | Jordan Buhat      | Pálmai Szabolcs   |
| Martha           | Brittany Mitchell |                   |
| Oktató           | Louis Lay         |                   |
| Margaux (hangja) | Susan Bennett     | Németh Borbála    |

### Magyar változat
- Főcím: Zahorán Adrienne
- Magyar szöveg: Mihályi Dávid
- Hangmérnök és vágó: Németh Martin Olivér
- Gyártás- és produkciós vezető: Gyarmati Zsolt
- Szinkronrendező: Dögei Éva

A szinkront a Masterfilm Digital Kft. készítette el.

## Fogadtatás
A Rotten Tomatoes weboldalon 63%-os értékelést kapott 8 kritika alapján, az átlagos értékelése 4,5 pont a 10-ből. Tyler Doupe a Dread Centraltól ötből három és fél csillagot adott a filmre.
Rob Hunter, a Film School Rejects munkatársa pozitív értékelést adott a filmre, és azt írta: „Nevetni fogsz, kuncogni fogsz, csodálkozni fogsz, hogy a karakterek miért nem egyszerűen egy betört ablakon keresztül távoznak, és nem fogod megbánni, hogy maradtál”.
Matt Donato a Paste-től pozitív értékelést adott a filmre, és azt írta: „A hozzáállás a minden, és Margaux-nak vannak titkosított adattárai, amikből van tartalék”.